# 阿道夫·巴斯蒂安

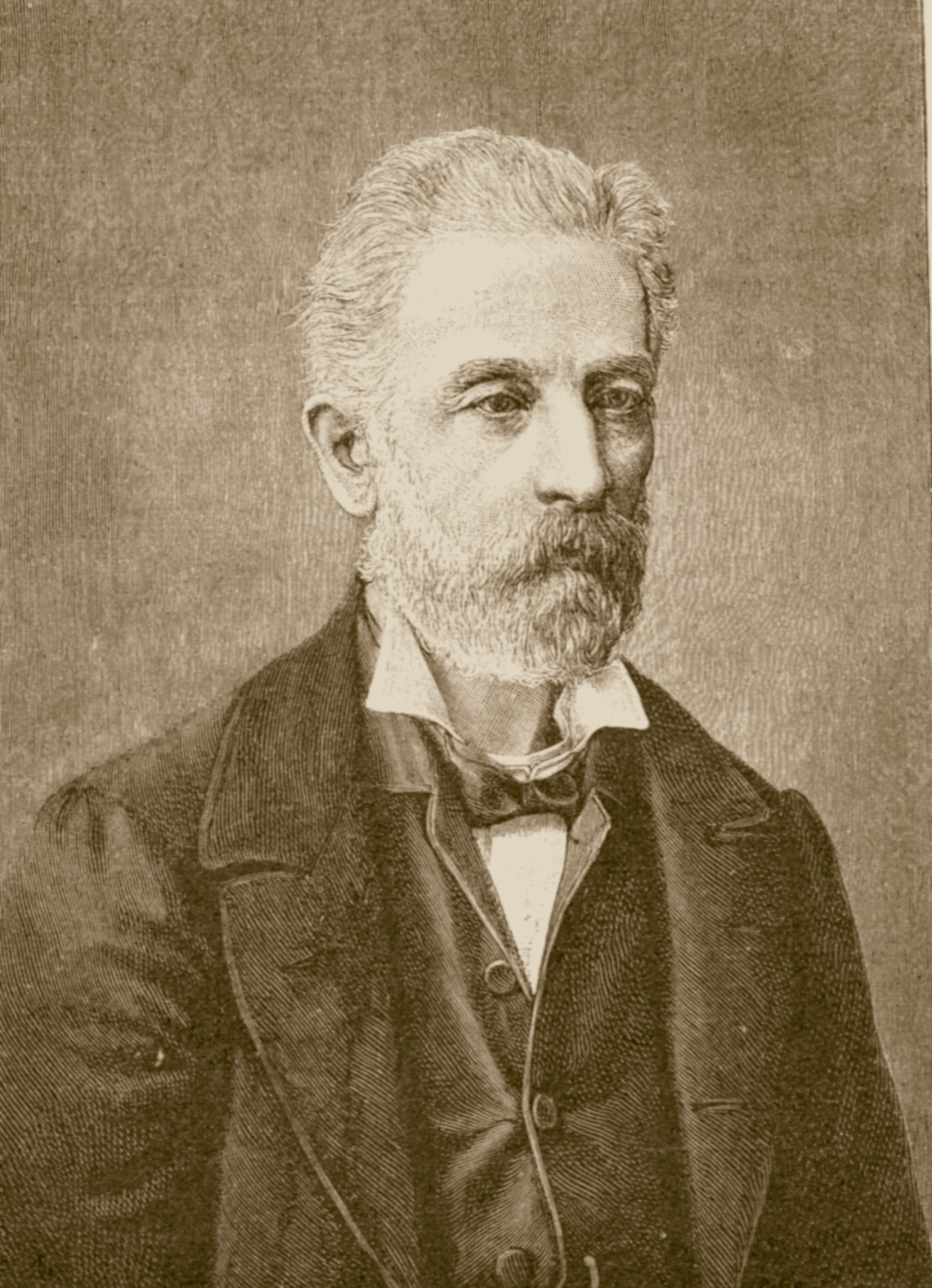
阿道夫·巴斯蒂安

阿道夫·巴斯蒂安（Adolf Bastian，1826年1月26日—1905年2月2日），德国19世纪的通才，对民族学和人类学的学科发展贡献极大。他也对当时的心理学发展有所贡献。他对美国著名人类学家法蘭茲·鮑亞士的影响很大。他反对环境决定论，主张人类心智一致性。他试图证明习惯与信仰的变异是历史偶然事件的结果。